# Dranttjärnen
Dranttjärnen är en sjö i Leksands kommun i Dalarna och ingår i Dalälvens huvudavrinningsområde. Sjöns area är 0,039 kvadratkilometer och den är belägen 272 meter över havet.